# Alexander von Schönborn

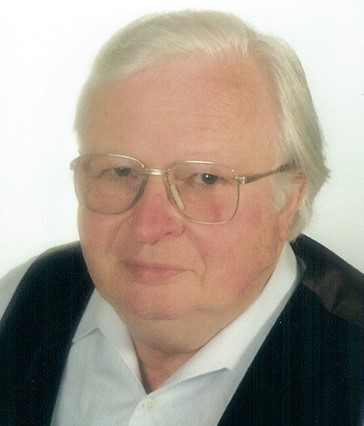
A. v. Schönborn

Alexander von Schönborn (* 10. Februar 1924 in Sinzing, Bezirksamt Regensburg; † 25. Dezember 2011 in Riegsee, Oberbayern) war ein deutscher Forstbiologe. Er war Ordinarius für Forstpflanzenzüchtung und Immissionsforschung an der Ludwig-Maximilians-Universität.

## Leben
Alexander von Schönborn legte 1942 an der Oberrealschule in Regensburg die Reifeprüfung ab. Anschließend nahm er bis 1945 als Flugzeugführer am Zweiten Weltkrieg Krieg teil. Von 1947 bis 1951 studierte er an der Universität München Forstwissenschaften. 1950 wurde er Mitglied des Corps Hercynia München. Nach dem anschließenden Referendariat legte er 1954 die Große Forstliche Staatsprüfung ab. 1964 wurde er an der Staatswirtschaftlichen Fakultät der Ludwig-Maximilians-Universität München zum Dr. oec. publ. promoviert und später zum Professor der Forstwissenschaftlichen Fakultät berufen. Er konzentrierte sich auf die forstliche Samenkunde und die Forstpflanzenzüchtung, woraus sich wesentliche Ansätze für die Resistenzforschung und die forstliche Reproduktionsbiologie entwickelten. Ein weiterer Schwerpunkt war die Untersuchung waldschädigender Immissionen. Er war Gutachter der Deutschen Forschungsgemeinschaft (DFG) und unterstützte maßgeblich die Ausrichtung der forstwissenschaftlichen Forschung. Er leitete den forstlichen Versuchsgarten in Grafrath und war Vorsitzender vom Prüfungsausschuss der Forstwissenschaftlichen Fakultät der Universität München. Beerdigt wurde er auf dem Friedhof in Eilsbrunn.

## Schriften
- Die Atmung der Samen, 1964
- Die Aufbewahrung des Saatgutes der Waldbäume, 1964
- Zur Feststellung und Bewertung von Waldschäden durch Immissionen, 1977 (zusammen mit Günter Braun, Eberhard Weber)
- Fruktifikation der Fichte (Picea abies (L.) Karsten), 1990 (zusammen mit Thomas Siegl)